# Paul Bérenger
Paul Raymond Bérenger (Curepipe, 26 marzo 1945) è un politico mauriziano. Attualmente è vice Primo ministro di Mauritius.
Ne è stato Primo ministro dal settembre 2003 al luglio 2005.
Fondatore del MMM (Movimento Militante Mauriziano), ha ricoperto diverse volte il ruolo di capo dell'opposizione.
Dal dicembre 1995 al luglio 1997 e nuovamente dal settembre 2000 al settembre 2003 è stato Vice Primo ministro.
Inoltre ha svolto gli incarichi di Ministro delle finanze (1982-1983), Ministro degli esteri (1991-1993 e 1995-1997) e Ministro dell'interno (2003-2005).